# Wahpeton (Iowa)
Wahpeton è un comune degli Stati Uniti d'America, situato nello Stato dell'Iowa, nella contea di Dickinson.